# Live at Woodstock
Live at Woodstock è un album live postumo di Jimi Hendrix pubblicato il 6 luglio 1999.

## Il disco
L'album documenta l'esibizione di Hendrix con il gruppo di spalla Gypsy Sun and Rainbows al Festival di Woodstock il 18 agosto 1969. Molti dei brani contenuti nel disco erano stati già pubblicati sull'album del 1994 Woodstock curato da Alan Douglas. Tranne che per le cover di Gypsy Woman (The Impressions) e di Mastermind, che furono entrambe cantate dal chitarrista ritmico Larry Lee, Live at Woodstock contiene l'esibizione integrale di Hendrix con la band.
La registrazione, il missaggio sonoro e la rimasterizzazione dell'edizione 1999 furono eseguite da Eddie Kramer, che, pur dovendo far fronte alle carenze qualitative delle registrazioni originali effettuate all'epoca; ottenne risultati soddisfacenti dai nastri, anche se dovette operare dei tagli drastici qui e là, come nel caso delle performance canore di Lee e dei due percussionisti che furono sostanzialmente esclusi dal missaggio finale. I nastri originali con la registrazione completa del concerto sono disponibili su numerosi bootleg.

### Star Spangled Banner
La celebre esecuzione da parte di Hendrix dell'inno nazionale americano intitolato Star Spangled Banner distorto dal suono della sua chitarra elettrica, contenuto nel film e su disco, viene spesso considerato uno dei momenti più leggendari della carriera di Jimi Hendrix. Questa non fu la prima volta in cui il chitarrista suonò il brano, ma certamente è l'occasione più famosa e celebrata. Iniziando con una torrenziale versione di Voodoo Child (Slight Return) della durata di 13 minuti circa, Hendrix raggiunge il "climax", suonando la sua personale versione strumentale di Star Spangled Banner alle prime luci del mattino, per poi gettarsi nell'esecuzione di Purple Haze davanti alla platea di Woodstock in visibilio.

## Tracce
Tutti i brani sono opera di Jimi Hendrix, eccetto dove indicato.

### Disc 1
1. Introduction - 2:21
2. Message to Love - 7:21
3. Hear My Train A Comin' - 9:49
4. Spanish Castle Magic - 7:05
5. Red House - 5:24
6. Lover Man - 5:11
7. Foxey Lady - 5:06
8. Jam Back at the House - 7:44

### Disc 2
1. Izabella - 6:42
2. Fire - 3:42
3. Voodoo Child (Slight Return) - 13:40
4. Star Spangled Banner (Francis Scott Key, John Stafford Smith) - 3:43
5. Purple Haze - 4:23
6. Woodstock Improvisation - 3:59
7. Villanova Junction - 4:28
8. Hey Joe (Billy Roberts) - 5:52

## Edizione doppio DVD 2005
Nel 2005 esce un doppio DVD chiamato Live At Woodstock - Deluxe Edition (2 DVD) contenente l'intera esibizione di Hendrix restaurata e con l'aggiunta di contenuti speciali. Nel 2010 il DVD esce sul mercato anche singolarmente.

### DVD 1
1. Message To Love
2. Spanish Castle Magic
3. Red House
4. Lover Man
5. Foxey Lady
6. Jam Back At The House
7. Izabella
8. Fire
9. Voodoo Child (Slight Return)
10. Star Spangled Banner
11. Purple Haze
12. Woodstock Improvisation
13. Villanova Junction
14. Hey Joe

### DVD 2
- The Road To Woodstock (Documentario)
- A Second Look (Immagini alternate e in bianco e nero dell'esibizione di Hendrix).
- Nashville Roots (Larry Lee parla della sua amicizia con Hendrix)
- Jimi Hendrix Press Conference (Conferenza stampa di Hendrix)
- Rare Artifacts And Memorabilia

## Crediti
- Jimi Hendrix - chitarra, voce
- Mitch Mitchell - batteria
- Billy Cox - basso, cori
- Larry Lee - chitarra ritmica
- Juma Sultan - percussioni
- Jerry Velez - percussioni